# 1849 في سويسرا
فيما يلي قوائم الأحداث التي وقعت خلال عام 1849 في سويسرا.

## سياسة

### تعيين في المنصب
- 1 يناير – ألفرد إيشر رئيس المجلس الوطني السويسري  [لغات أخرى]‏.

## مواليد

### فبراير
- 17 فبراير – جوزيف فافر طاهي سويسري.

### مارس
- 8 مارس – رينالدو سيمين سياسي سويسري.
- 17 مارس – إرنست تسيغلر

### أبريل
- 12 أبريل – ألبرت هايم
- 24 أبريل – ألفريد كلاينر فيزيائي سويسري.

### مايو
- 22 مايو – لويس بيرير سياسي سويسري.

### يوليو
- 13 يوليو – يوجين هوبر محامي سويسري.

### سبتمبر
- 30 سبتمبر – أدولف كاغي

### نوفمبر
- 26 نوفمبر – لودفيغ دوغلاس سياسي سويدي.

## وفيات

### يوليو
- 23 يوليو – غوتليب جاكوب كون (مواليد 1775) شاعر سويسري.

### أغسطس
- 12 أغسطس – ألبرت غالاتين (مواليد 1761) سياسي أمريكي.